# Viscount Fane

Wappen der Viscounts Fane

Viscount Fane war ein erblicher britischer Adelstitel in der Peerage of Ireland.
Der Titel wurde am 22. April 1718 für den irischen Unterhausabgeordneten und Höfling Charles Vane geschaffen. Sein Großvater war ein jüngerer Sohn des Francis Fane, 1. Earl of Westmorland. Zusammen mit der Viscountcy wurde ihm der nachgeordnete Titel Baron Loughguyre, of Loughguyre in the County of Limerick, verliehen. Beide Titel erloschen, als sein Sohn, der 2. Viscount, am 24. Januar 1766 kinderlos starb.

## Liste der Viscounts Fane (1718)
- Charles Fane, 1. Viscount Fane (1676–1744)
- Charles Fane, 2. Viscount Fane (um 1708–1766)